# アリマンタシォン・クシュタール

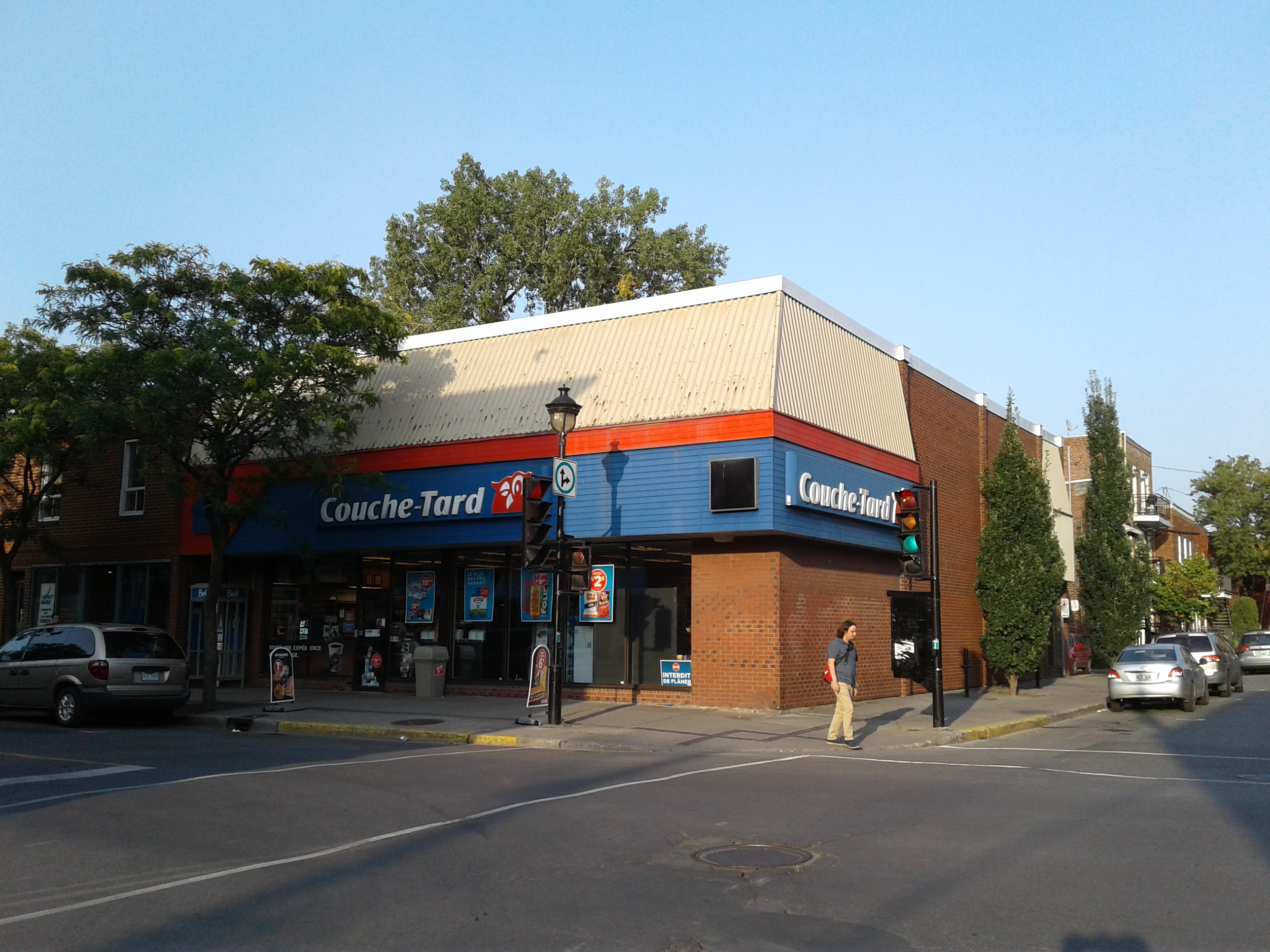
コンビニエンスストア店舗例

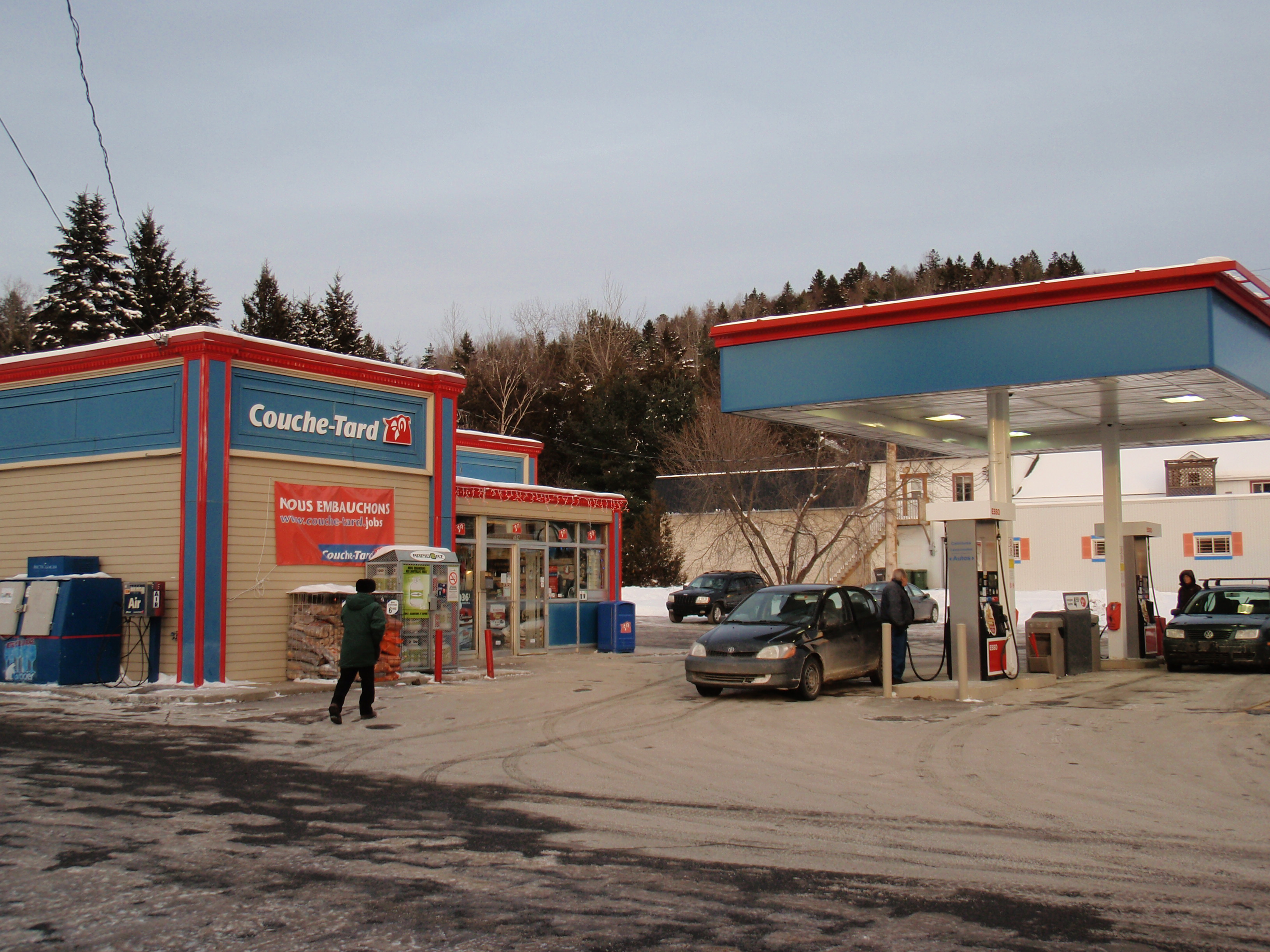
ガソリンスタンド併設店舗例

アリマンタシォン・クシュタール（フランス語: Alimentation Couche-Tard、Alimentation「食品」、Couche Tard「夜ふかし」）はカナダケベック州モントリオール郊外のラヴァルに本社を置き、カナダや米国などでコンビニエンスストア「クシュタール」とガソリンスタンドを展開する企業である。トロント証券取引所に上場している。
1980年にケベック州ラヴァルでのクシュタール (Couche-Tard) を開店し、企業買収を重ねて北米有数のコンビニエンスストア網を確立した。2022年現在グループ全体で合わせて米国で7,100店舗超、カナダで約2,100店舗、その他各国を合わせて北米合計で約9,300店舗、欧州で2,700店舗強、世界各国合計で約14,500店舗を運営している。2022年米国コンビニエンスストア店舗数ランキングでアリマンタシォン・クシュタールグループは2位である。

## 歴史
1980年にケベック州ラヴァルでCVS（コンビニエンスストア）のクシュタールを開店。
1994年にマックスミルク社からマックスコンビニエンスストア (Mac's Convenience Stores) の一部店舗を買収し、デパン エスコンプト クシュタール (Dépan-Escompte Couche-Tard) へ転換。残る店舗も1999年までに全て買収し、2015年から2018年にかけてサークルKへ転換。
2002年にデイリーマート (Dairy Mart) をサラ・リー社から買収。デイリーマートはサラ・リー社の前身コンソリデーテッド・フーズ社がローソンズ・ミルク社を買収して米国のローソンから転換したCVSであった。当社が買収後にサークルKへ転換した。この経緯から米国のサークルKはローソンブランド商品を扱う。
2003年に米国のザ・サークルKを買収して同社をサークルKストアーズへ改称し、サークルK (Circle K) を世界展開した。
2015年3月にCVSを運営するパントリー社を買収し、運営するCVSカンガルー・エクスプレス (Kangaroo Express) をサークルKに転換。
2016年8月に米ガソリンスタンドチェーンのCSTブランズを44億ドル（約4420億円、債務引き受け含む）で買収することに合意
2017年7月にホリデーステーションストアーズ合同会社を買収し、運営するCVSホリデーステーションストアーズ (Holiday Stationstores) を引き続き米国内で展開。
2020年に利豊社の子会社利亜零售有限公司社（通称:CRA）から、香港とマカオのサークルK（OK便利店）事業を継承。
2021年にカルフール (Carrefour) を買収することで合意したがフランス政府が拒否権を行使し、現在は友好的業務提携している。
2022年に超高速配達サービスのフードロケットを、米国のサークルK店舗に導入。
2024年8月19日、同業会社で「セブン-イレブン」を展開しているセブン&アイ・ホールディングスに買収を提案したが、2025年7月17日に「セブンが建設的な協議に応じなかった」として提案を撤回した。

## 保有ブランド
現存
- クシュタール - カナダで展開[9]、本体が運営。
  - デパン エスコンプト クシュタール - 本体が運営。
- サークルK - 世界各国で展開[9]、子会社のサークルKストアーズが運営するが一部の国と地域は本体が運営。
  - OK便利店 - サークルK中国語圏店舗、香港とマカオは本体が運営。
- ホリデーステーションストアーズ - 米国で展開[9]、本体が運営。

消滅
- マックスコンビニエンスストア - 最初に買収された店舗はデパン エスコンプト クシュタール、残る店舗はサークルKにそれぞれ転換して消滅。
- デイリーマート - サークルKへ転換して消滅。日本の同名称スーパーマーケットは無関係。
- カンガルー・エクスプレス - サークルKへ転換して消滅。